# Legacy Family Tree
Legacy Family Tree är ett genealogiprogram för Windows. Det finns tillgängligt i två versioner, Standard Edition, vilket distribueras som freeware, och Deluxe Edition.